# Matheus Ferraz
Matheus Ferraz Pereira (São José do Rio Pardo, 12 febbraio 1985) è un ex calciatore brasiliano, di ruolo difensore.

## Caratteristiche tecniche
È un difensore centrale.

## Carriera
Il 26 maggio 2013 ha esordito in Série A disputando con il Criciúma l'incontro vinto 3-1 contro il Bahia.
Nel 2014 ha giocato per 6 mesi con i giapponesi del FC Tokyo.

## Palmarès

### Club

#### Competizioni statali
- Taça Rio: 1

Fluminense: 2020
- Campionato Carioca: 1

Fluminense: 2022
- Taça Guanabara: 1

Fluminense: 2022